# Vlado Šćepanović
Vlado Šćepanović (in montenegrino Владо Шћепановић; Kolašin, 13 novembre 1975) è un dirigente sportivo, allenatore di pallacanestro ed ex cestista montenegrino.

## Carriera
Con la Jugoslavia ha disputato i Giochi olimpici di Sydney 2000, i Campionati mondiali del 1998 e due edizioni dei Campionati europei (1999 e 2001).
Con la Serbia e Montenegro ha disputato i Giochi olimpici di Atene 2004 e i Campionati europei del 2005.
Con il Montenegro ha disputato i Campionati europei del 2011.

## Palmarès

### Giocatore
- YUBA liga: 4

Budućnost: 1998-99, 1999-2000
Partizan Belgrado: 2001-02, 2003-04
- Campionato greco: 2

Panathinaikos: 2004-05, 2005-06
- Coppa di Jugoslavia: 3

Budućnost: 1996, 1998
Partizan Belgrado: 2002
- Coppa di Turchia: 1

Efes Pilsen: 2000-01
- Coppa di Grecia: 2

Panathinaikos:	2004-05, 2005-06